# Cisalam
Cisalam is een bestuurslaag in het regentschap Serang van de provincie Banten, Indonesië. Cisalam telt 3478 inwoners (volkstelling 2010).